# Pruni, Cluj
Pruni (în maghiară Nagymezö) este un sat în comuna Bobâlna din județul Cluj, Transilvania, România.

## Note

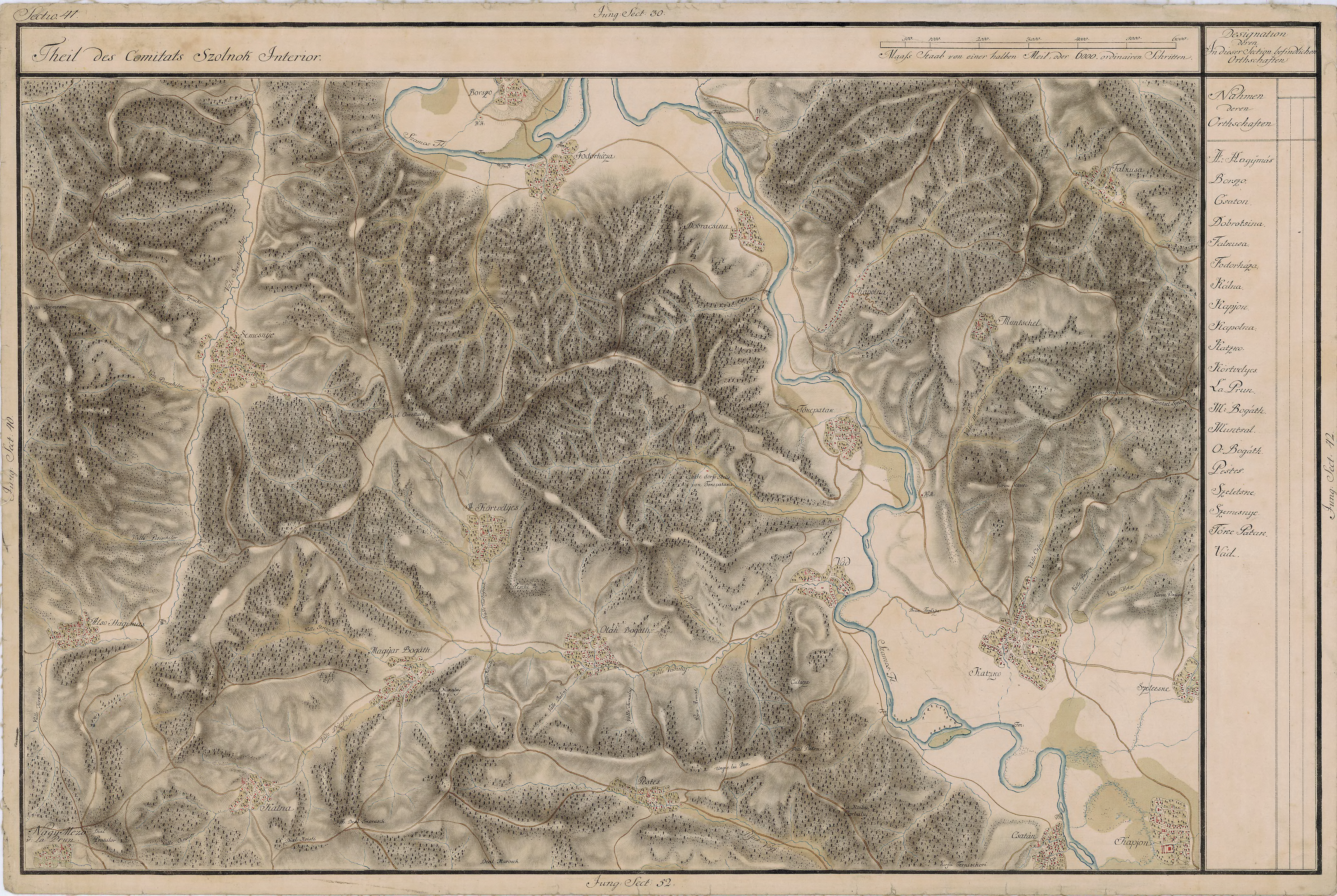
Pruni în Harta Iosefină a Transilvaniei, 1769-1773